# Anatolij Szwiecow
Anatolij Iwanowicz Szwiecow (ros. Анатолий Иванович Швецов, ur. 21 czerwca 1906 w powiecie ufijskim, zm. 12 stycznia 1969 w Moskwie) – radziecki działacz partyjny i państwowy.

## Życiorys
Od czerwca do września 1926 pracował w fabrycznym komitecie WKP(b), od września 1926 do czerwca 1929 był sekretarzem rady osady, od 1928 należał do WKP(b). Od czerwca 1928 do lutego 1931 kierował Wydziałem Ogólnym i Wydziałem Agitacyjno-Propagandowym Komitetu WKP(b) i był zastępcą kierownika Wydziału Komercyjno-Finansowego zakładu metalurgicznego w Aszy, 1931 został słuchaczem kursów pracowników kierowniczych Banku Państwowego ZSRR. Od lutego 1932 do czerwca 1934 był zarządcą miejskim oddziałem Banku Państwowego ZSRR w Krasnouralsku, od czerwca 1934 do listopada 1938 zarządcą miejskiego oddziału Banku Państwowego ZSRR w Kiziele, a od listopada 1938 do stycznia 1938 przewodniczącym Komitetu Wykonawczego Rady Miejskiej Kizieła. Od stycznia 1940 do grudnia 1941 był zastępcą przewodniczącego Komitetu Wykonawczego Permskiej/Mołotowskiej Rady Obwodowej, od grudnia 1941 do sierpnia 1943 sekretarzem Komitetu Obwodowego WKP(b) w Mołotowie ds. żywienia zbiorowego, od sierpnia 1943 do października 1944 kierownikiem Wydziału Handlu i Żywienia Zbiorowego Komitetu Obwodowego WKP(b) w Mołotowie, a od listopada 1944 do stycznia 1948 przewodniczącym Komitetu Wykonawczego Mołotowskiej Rady Obwodowej.